# Corky Corcoran
Gene Patrick "Corky" Corcoran (Tacoma (Washington), 28 juli 1924 - aldaar, 3 oktober 1979) was een Amerikaanse tenorsaxofonist in de jazz. 
Corcoran was een talentvolle saxofonist, toen Jimmy Lunceford hem in Tacoma hoorde spelen was hij onder de indruk, en kort daarop, in 1940, werd hij door territory band-leider Sonny Dunham aangenomen. Een jaar later ging hij bij Harry James spelen, waar hij veel ruimte voor soli kreeg, ook op de radio en in de film. Begin 1947 werd Tommy Dorsey zijn nieuwe baas. Eind dat jaar keerde hij terug bij James en speelde daar tot het begin van de jaren zeventig. Tevens had hij een eigen groep, waarmee hij ook enkele albums opnam. Als bandleider was hij voornamelijk actief in zijn geboortestreek en de omgeving van Seattle.
Corcoran was een alcoholist.
Corcoran, die beïnvloed werd door Coleman Hawkins, is te horen op opnames van onder meer James, Dorsey, Slim Gaillard, Lionel Hampton, Lucky Thompson, Kay Starr, Roy Eldridge en Betty Grable.

## Discografie
Singles
- What Is This Thing Called Love/Minor Blues, Keynote Recordings, 1945
- VOO-It/Did You Ever Love A Man, Philo Recordings, 1946

Lp's, cd's
- The Sound of Love, Epic Records, 1957
- Plays Something, RCS Records, ?
- Plays Everywhere, 1973
- Big Tenors (vier nummers van Corky Corcoran's Collegiates), Mercury Records, 1973
- The Lamplighter All Stars Broadcasts 1945, Hep Records, 2009

- Bibliothèque nationale de France: cb13892738x (data)
- International Standard Name Identifier: 0000 0000 3000 2577
- Library of Congress Control Number: n93071796
- MusicBrainz: b89ced58-7e13-4931-8825-4180661abaa0
- Virtual International Authority File: 195725
- WorldCat: E39PBJhxkkhgrFqvVm7QBBTCQq